# Chaumont Volley-Ball 52 Haute-Marne 2014-2015
Questa voce raccoglie le informazioni riguardanti lo Chaumont Volley-Ball 52 Haute-Marne nelle competizioni ufficiali della stagione 2014-2015.

## Organigramma societario
Area direttiva
- Presidente: Bruno Soirfeck
- Vicepresidente: Lionel Atlan
- Segreteria generale: Catherine Riglet, Clémence Blache, Alain Bidaut

Area organizzativa
- Tesoriere: Sophie Flenet
- Direttore sportivo: Christian Marcenac
- General manager: Jiří Cerha
- Responsabile degli arbitri: Daniel Channaux

Area tecnica
- Allenatore: Duško Nikolić
- Allenatore in seconda: Ludovic Kupiec
- Scout man: Bruno Weingaertner, Guillaume Creuzot, Yohann Jacquin, Vincent Bourbon
- Responsabile settore giovanile: Eric Secchi

Area comunicazione
- Speaker: Yvan Reynaud

Area marketing
- Responsabile marketing: Gilbert Gleyot
- Biglietteria: Gèraldine Jeanbaptiste, Stéphane Jeanbaptiste, Alain Bidaut, Clémence Blache

Area sanitaria
- Medico: Christophe Bremard
- Preparatore atletico: Stéphane Royer, Jean Yves Peltier
- Fisioterapista: Frédéric Coulerot
- Osteopata: Laurence Rousselot

## Rosa
| N° | Nome               | Ruolo | Data di nascita   | Nazionalità sportiva |
| -- | ------------------ | ----- | ----------------- | -------------------- |
| 1  | Horacio d'Almeida  | C     | 11 giugno 1988    | Francia              |
| 2  | Gojko Ćuk          | C     | 10 ottobre 1988   | Bosnia ed Erzegovina |
| 3  | Hermans Egleskalns | S/O   | 8 dicembre 1990   | Lettonia             |
| 4  | Bertrand Morelle   | S     | 30 settembre 1978 | Francia              |
| 6  | Miloš Terzić       | S     | 13 giugno 1987    | Serbia               |
| 7  | Jean Patrice Ndaki | S/O   | 5 maggio 1979     | Camerun              |
| 8  | Faipule Kolokilagi | S/O   | 22 novembre 1994  | Francia              |
| 9  | Ludovic Duée       | L     | 3 giugno 1991     | Francia              |
| 10 | Quentin Rossard    | P     | 6 novembre 1991   | Francia              |
| 14 | Nathan Wounembaina | S     | 22 novembre 1984  | Camerun              |
| 15 | Julián García      | C     | 8 novembre 1980   | Spagna               |
| 18 | Mihajlo Mitić      | P     | 17 settembre 1990 | Serbia               |